# Autorouting
Autorouting - automatyczne wyznaczanie trasy przez odbiornik GPS na mapie elektronicznej załadowanej do jego pamięci. 
Funkcja ta występuje przeważnie w odbiornikach samochodowych, lecz także w nowych odbiornikach turystycznych. Najczęściej odbywa się to w trybie "door to door" (zakręt po zakręcie), kiedy to odbiornik informuje kierowcę sygnałem dźwiękowym lub komunikatem słownym kiedy trzeba skręcić. Poza odbiornikiem GPS z funkcją autoroutingu, potrzebne są też specjalnie do tego celu przygotowane mapy. Muszą one uwzględniać zakazy skrętu i zakazy wjazdu, a także numeracje budynków.